# Принцип законного судді (суду)
Принцип законного судді (суду) — принцип, згідно з яким ніхто не може бути позбавлений права на розгляд його справи у суді, до підсудності якого вона віднесена законом, а отже, ніхто не може бути вилучений з відання законного судді.
Принцип законного судді нерозривно пов'язаний з правом особи на повноважний, компетентний суд. Відповідно до статті 8 Закону України «Про судоустрій і статус суддів» ніхто не може бути позбавлений права на розгляд його справи в суді, до юрисдикції якого вона віднесена процесуальним законом. Суддя розглядає справи, одержані згідно з порядком розподілу судових справ, установленим відповідно до закону. На розподіл судових справ між суддями не може впливати бажання судді чи будь-яких інших осіб.
Принцип законного судді має безпосереднє відношення і до судоустрою, і до процесуального права. Він одночасно наділений як організаційними, так і функціональними ознаками.

## Положення, що складають зміст принципу законного судді (суду)
- Ніхто не може бути позбавлений права на розгляд його справи у тому суді і тим суддею, до підсудності якого вона віднесена законом.

- Кожна людина заздалегідь має право знати, який суд і в якому складі у відповідності із законом може розглядати справу, якщо така виникне.

- Суд не тільки вправі, а й зобов'язаний ухилитися від розв'язання справ, йому не підсудних, і навпаки суд не вправі ухилитися від розв'язання підсудних йому справ і зобов'язаний прийняти їх до свого провадження; тільки при наявності законних підстав, відкривається шлях до переносу справи до іншого суду.

- Цьому праву та обов'язку суду відповідає обов'язок сторін підкоритися вимогам «належного» суду, тобто компетентного суду, а також право вимагати суду незалежного і неупередженого.

- Питання про підсудність можуть бути порушені не тільки сторонами, а й судом.

- Вказані питання можуть бути порушені в будь-який момент провадження.

- Взаємна згода сторін на зміну законної підсудності справи, як загальне правило, не може мати ніякого процесуального значення.

- Закони, що визначають межи (обсяг) влади суду, не повинні тлумачитись розширено. Суд може прийняти до свого розгляду лише ті справи, до розгляду яких він уповноважений законом. Підсудність повинна бути точно встановлена в законі, а не визначатися стосовно конкретної справи, наприклад, за ознакою її «особливої складності», «виняткового громадського значення» або «доцільності».

- Суд сам повинен вирішувати, чи підсудна йому справа, що надійшла на його розгляд, не звертаючись до посередництва або вказівок вищого суду. Кожен суд повинен знати закони (jura novit curia).

- В основі рішення суду про підсудність повинен бути той акт, який визнається законним приводом до початку справи. До перевірки цього акту по суті, як і обставин, що в ньому викладені, суд може приступити тільки попередньо, отже до визнання справи підсудної саме цьому суду, він сприймає на віру викладенні обставини, не розпочинаючи їх дослідження на достовірність.

- Підсудність справи може бути змінена тільки на підставі об'єктивних чинників, встановлених в процесуальному законі і не повинна залежати від суб'єктивного угляду суду чи прокурора.

- Справу може розглянути тільки суд створений на підставі закону із заздалегідь визначеною юрисдикцією.